# Schaefferia kitakamiana
Schaefferia kitakamiana är en urinsektsart som beskrevs av Riozo Yosii 1991. Schaefferia kitakamiana ingår i släktet Schaefferia och familjen Hypogastruridae. Inga underarter finns listade i Catalogue of Life.